# Eberhard Jochem

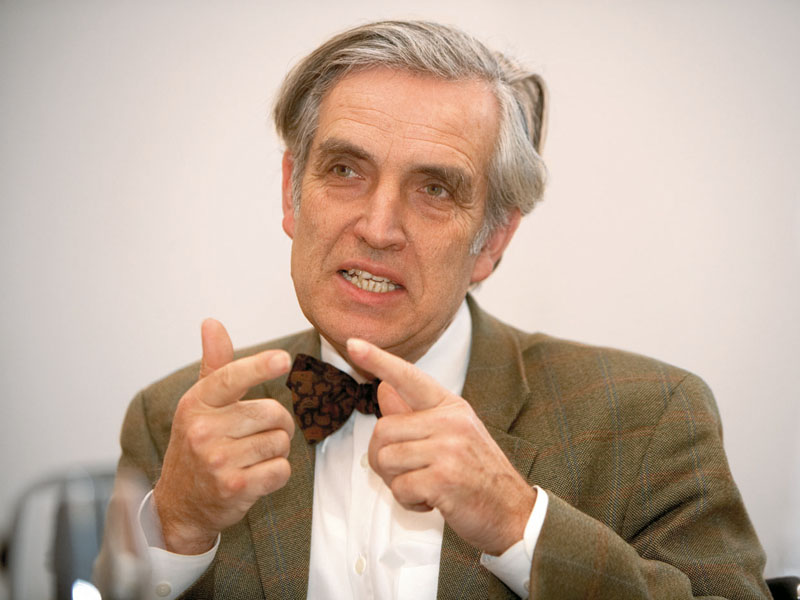
Eberhard Jochem (2007)

Eberhard Jochem (* 18. Januar 1942 in Essen) ist ein deutscher Energiewissenschaftler. Er ist ein international anerkannter Wissenschaftler im technisch-ökonomischen Feld der rationellen Energieanwendung sowie des Umwelt- und Klimaschutzes.
Jochem ist auch Experte für Energiepolitik. Hier trat er besonders mit Arbeiten über die positiven Wirkungen der Energieeffizienz auf Beschäftigung und Wachstum sowie deren Einfluss auf die Energienachfragepolitik in der OECD hervor.

## Leben
Jochem studierte Prozess- und Verfahrenstechnik und Ökonomie an der RWTH Aachen und an der TU München (TUM) sowie der Ludwig-Maximilians-Universität München (LMU). 1971 wurde er an der Fakultät für Maschinenwesen der TUM mit der Arbeit „Zur Oberflächensublimation und Molekularströmung bei der Gefriertrocknung dünner Schichten“ promoviert.
Von 1969 bis 1971 war er zunächst Dozent für Technologie am Oskar-von-Miller-Polytechnikum München, der heutigen Fachhochschule München. 1971 wurde er wissenschaftlicher Mitarbeiter an der Harvard University Boston. Ab 1972 war er für die DECHEMA in Frankfurt am Main tätig, wechselte 1973 als wissenschaftlicher Mitarbeiter an das Fraunhofer-Institut für System- und Innovationsforschung in Karlsruhe. 1978 wurde er dort Leiter der Abteilung Systemtechnik, 1983 stellvertretender Institutsleiter des ISI.
In den Jahren 1978 bis 1999 hatte er Lehraufträge zu Themengebieten der Technikfolgenabschätzung, Ökonomik der natürlichen Ressourcen, Energiewirtschaft und Energiepolitik an den Universitäten Karlsruhe und Kassel.
1999 erhielt Eberhard Jochem einen Ruf an die ETH Zürich als Ordinarius für Energiewirtschaft und Nationalökonomie. Zudem ist er Gründungsdirektor des "Centre for Energy Policy and Economies (CEPE)" an der ETH Zürich, das er mit Massimo Filippini und Daniel Spreng initiierte. Weiterhin forscht er mit dem Fraunhofer-Institut für System- und Innovationsforschung (ISI) in Karlsruhe zusammen.
Jochem ist Mitglied mehrerer internationaler Gremien. Er war von 1997 bis 2002 Vizepräsident der Arbeitsgruppe III der Intergovernmental Panel on Climate Change (IPCC) und einer der Leitautoren des Dritten Sachstandsberichts des IPCC. Von 1999 bis 2002 war er Mitglied der Enquête-Kommission "Nachhaltige Energieversorgung unter den Bedingungen der Globalisierung und der Liberalisierung" des Deutschen Bundestages. Seit 1998 ist er Mitglied des Beirates für Energieperspektiven des Schweizer Bundesamtes für Energie (BFE); seit 2001 Mitglied des Rates für Nachhaltige Entwicklung der deutschen Bundesregierung ("Nachhaltigkeitsrat"). Er ist seit 2005 Vorsitzender des Wissenschaftlichen Beirats des Institut für Solare Energieversorgungstechnik (ISET) an der Universität Kassel.
2001 wurde er mit dem Bundesverdienstkreuz am Bande ausgezeichnet. Seit 2005 ist er Mitglied der Schweizer Akademie der Technischen Wissenschaften (SATW).
Jochem hat 6 Bücher, mehr als 70 Forschungsberichte und Buchbeiträge und mehr als 140 Fachveröffentlichungen publiziert. Er ist Mitglied des Advisory Board der Fachzeitschrift Energy & Environment sowie Mitglied des Scientific Advisory Boards der Fachzeitschrift Climate Policy.
Eberhard Jochem ist seit 1962 Mitglied der katholischen Studentenverbindung K.D.St.V. Franconia Aachen im CV.

## Einsatz für Klimaschutz
Eberhard Jochem initiierte im Frühjahr 2001 ein an den US-Präsidenten George W. Bush adressiertes Memorandum, in dem dieser dazu aufgefordert wird, die Klimapolitik der USA neu zu überdenken und nicht von der Ratifizierung des Kyoto-Protokolls durch die USA abzurücken. Das Memorandum, das von 125 renommierten europäischen Klimaforschern aus 15 west-, mittel- und osteuropäischen Ländern unterzeichnet wurde, wurde Anfang Juli 2001 an Präsident Bush übermittelt.

## Auszeichnungen
Im Jahre 2007 erhielt er eine wissenschaftliche Auszeichnung der Fondatione Energia et Gestore Servici für seine Arbeiten im Bereich nachhaltiger Entwicklung und wurde Mitpreisträger des Nobelpreises für die Arbeiten des Weltklimarates (IPCC). 2009 erhielt er den mit 50.000 Euro dotierten Bayer Climate Award, für seine wegweisenden Beiträge zur Energieeffizienz. Im Jahre 2014 erhielt er den Umweltwissenschaftspreis von B.A.U.M. für seine Verdienste der Entwicklung der Energieeffizienz-Netzwerke in der mittelständischen Wirtschaft und großen Unternehmen.

## Werke
- E. Jochem, M. Schön: Werkstoffeffizienz. Einsparpotenziale bei Herstellung und Verwendung energieintensiver Grundstoffe. (= ISI-Schriftenreihe Innovationspotenziale). Fraunhofer IRB Verlag, 2004, ISBN 3-8167-6622-6.
- E. Jochem: Energiebezogene Technologien - Chancen par Excellence für Innovationen. In: St. Mappus (Hrsg.): Erde 2.0 - Technologische Innovationen als Chance für eine nachhaltige Entwicklung? Springer, Berlin 2005, ISBN 3-540-21327-9, S. 192–215.
- E. Jochem, G. Andersson, D. Favrat, H. Gutscher, K. Hungerbühler, P. Rudolph von Rohr, D. Spreng, A. Wokaun, M. Zimmermann: Steps towards a sustainable development – A White Book for R&D of energy-efficient technologies. Zürich 2004, ISBN 3-9522705-0-4.
- E. Jochem, M. Jakob (Hrsg.): Energy Perspectives and CO2 Mitigation Potentials in Switzerland up to 2010. Energy Efficiency and Substitution by Natural Gas and Renewable Energies (Energieperspektiven und CO2-Reduktionspotentiale in der Schweiz bis 2010). Energieeffizienz sowie Substitution durch Erdgas und erneuerbare Energien. Schweizerischer Verein des Gas- und Wasserfaches (SVGW) und Verband Schweizer Abwasser- und Gewässerschutzfachleute (VSA) (Hrsg.), Vol. 9, 2003, S. 665–677.
- E. Jochem, E. Schirrmeister, F. Marschneider-Weidemann: Potential Economic Impact of Fuel Cell Technologies. In: W. Vielstich, A. Lamm, H. Gasteiger (Hrsg.): Handbook of Fuel Cells. John Wiley & Sons, Chichester, UK 2003, S. 1329–1335.
- E. Jochem: Energie- und Materialeffizienz in der Industrie, WGBU Energie-Bericht-Beitrag zur Energieeffizienz. 2003.
- E. Jochem, W. Mannsbart: Energiewirtschaft und Energierecht in Deutschland. (Kap. 6.3) sowie Energie- und Klimapolitik in Deutschland. (Kap. 6.4). In: E. Rebhan (Hrsg.): Energiehandbuch. Gewinnung, Wandlung und Nutzung von Energie. Springer-Verlag, Heidelberg / Berlin 2002, ISBN 3-540-41259-X.
- E. Jochem, review editor: Costing Methodologies. Chapter 7 in: Mitigation. Working Group III, Third Assessment Report of the IPCC, Cambridge University, 2001.
- F. Meyer-Krahmer, U. Böde, E. Gruber, E. Jochem: Förderbereich Energietechnik - Energieeinsparung und Effizienzsteigerung von Produkten und Verfahren. DBU Festschrift, Deutsche Bundesstiftung Umwelt (DBU), Osnabrück, Mai 2001.
- E. Jochem, J. Sathaye, D. Bouille (Hrsg.): Society, Behaviour, and Climate Change Mitigation. Kluwer Academic Publishers, 2000, ISBN 0-7923-6802-9.
- E. Jochem: Energy End-Use Efficiency. In: UNDP, UNDESA, WEC (Hrsg.): World Energy Assessment. New York 2000, ISBN 92-1-126126-0.
- E. Jochem, W. Eichhammer: Voluntary agreements as an instrument to substitute regulating and economic instruments: Lessons from the German voluntary agreements on CO2 reduction. In: C. Carraro, F. Lévêque (Hrsg.): Voluntary Approaches in Environmental Policy. Kluwer Academic Publishers, Dordrecht / Boston / London 1999.